# Protogenes (Goldschmied)
Protogenes war ein antiker römischer Goldschmied (aurifex), der in julisch-claudischer Zeit in Rom tätig war.

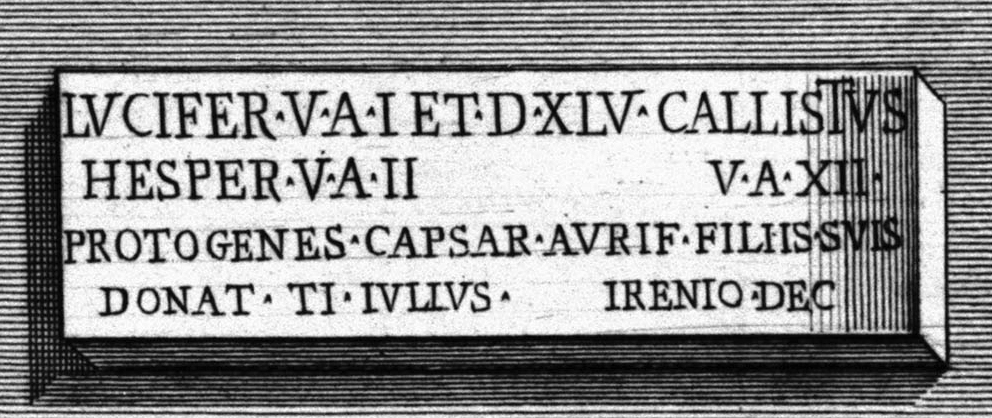
Grabinschrift in einem Stich von Piranesi

Protogenes ist einzig durch seine Grabinschrift bekannt, die 1726 im Columbarium der Livia gefunden wurde, in dem vor allem Sklaven und Freigelassene der Livia bestattet wurden. Die Inschrift befindet sich heute in den Kapitolinischen Museen in Rom.